# Andrew Goudelock
Andrew Goudelock (7 de dezembro de 1988 em Stone Mountain, Geórgia) é um jogador profissional de basquetebol norte-americano que atualmente joga pelo Rytas Vilnius na LKL.